# Yanduhe (köpinghuvudort i Kina, Hubei Sheng, lat 31,23, long 110,29)
Yanduhe (kinesiska: 沿渡河, 沿渡河镇) är en köpinghuvudort i Kina. Den ligger i provinsen Hubei, i den centrala delen av landet, omkring 390 kilometer väster om provinshuvudstaden Wuhan. Antalet invånare är 39 607. Befolkningen består av 18 587 kvinnor och 21 020 män. Barn under 15 år utgör 15,0 %, vuxna 15-64 år 72 %, och äldre över 65 år 12,0 %.
Runt Yanduhe är det ganska tätbefolkat, med 139 invånare per kvadratkilometer. Yanduhe är det största samhället i trakten. I omgivningarna runt Yanduhe växer huvudsakligen savannskog.
Genomsnittlig årsnederbörd är 1 320 millimeter. Den regnigaste månaden är augusti, med i genomsnitt 210 mm nederbörd, och den torraste är december, med 16 mm nederbörd.